# Eksperyment kortowski

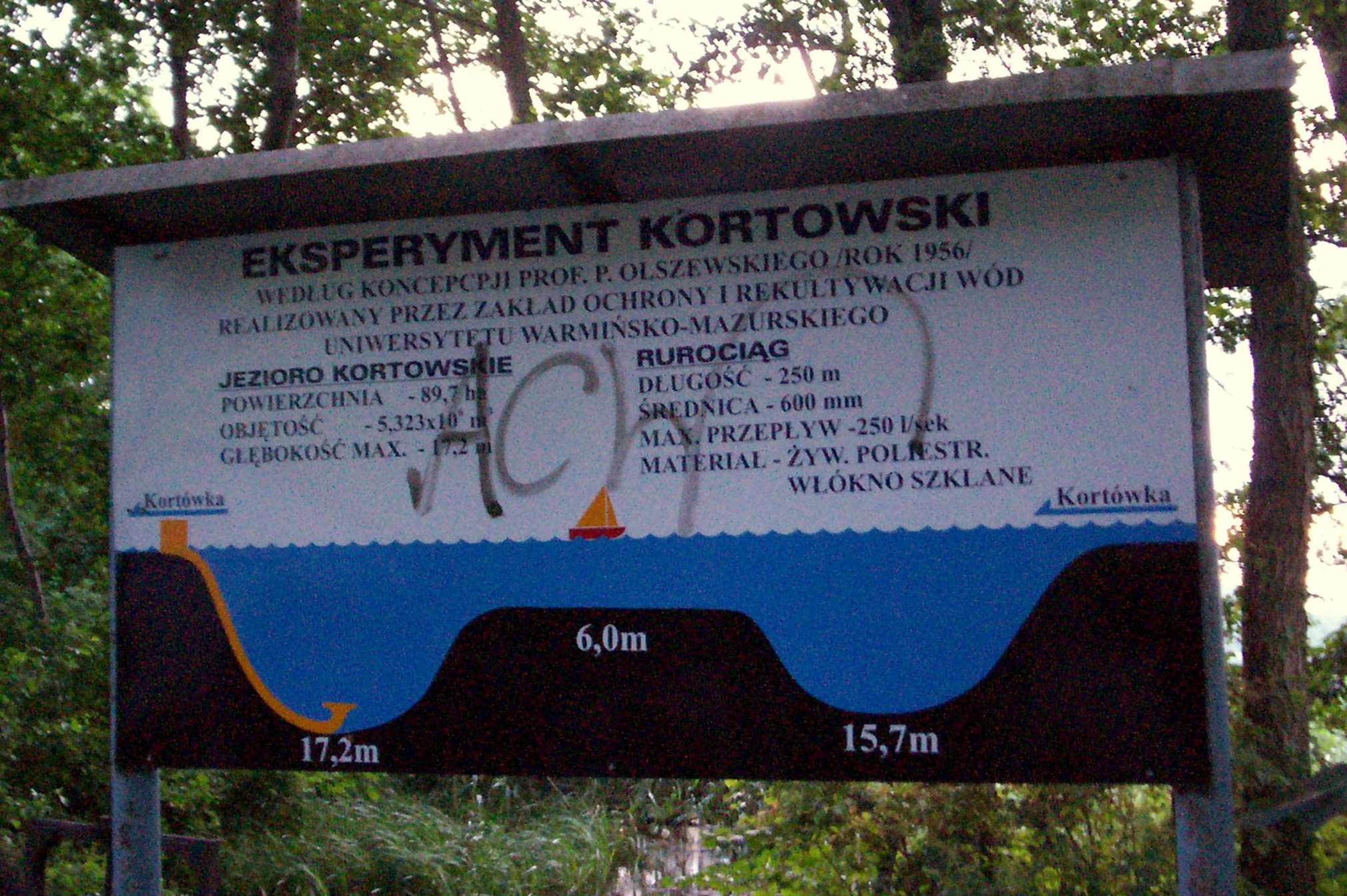
Eksperyment kortowski – tablica informacyjna

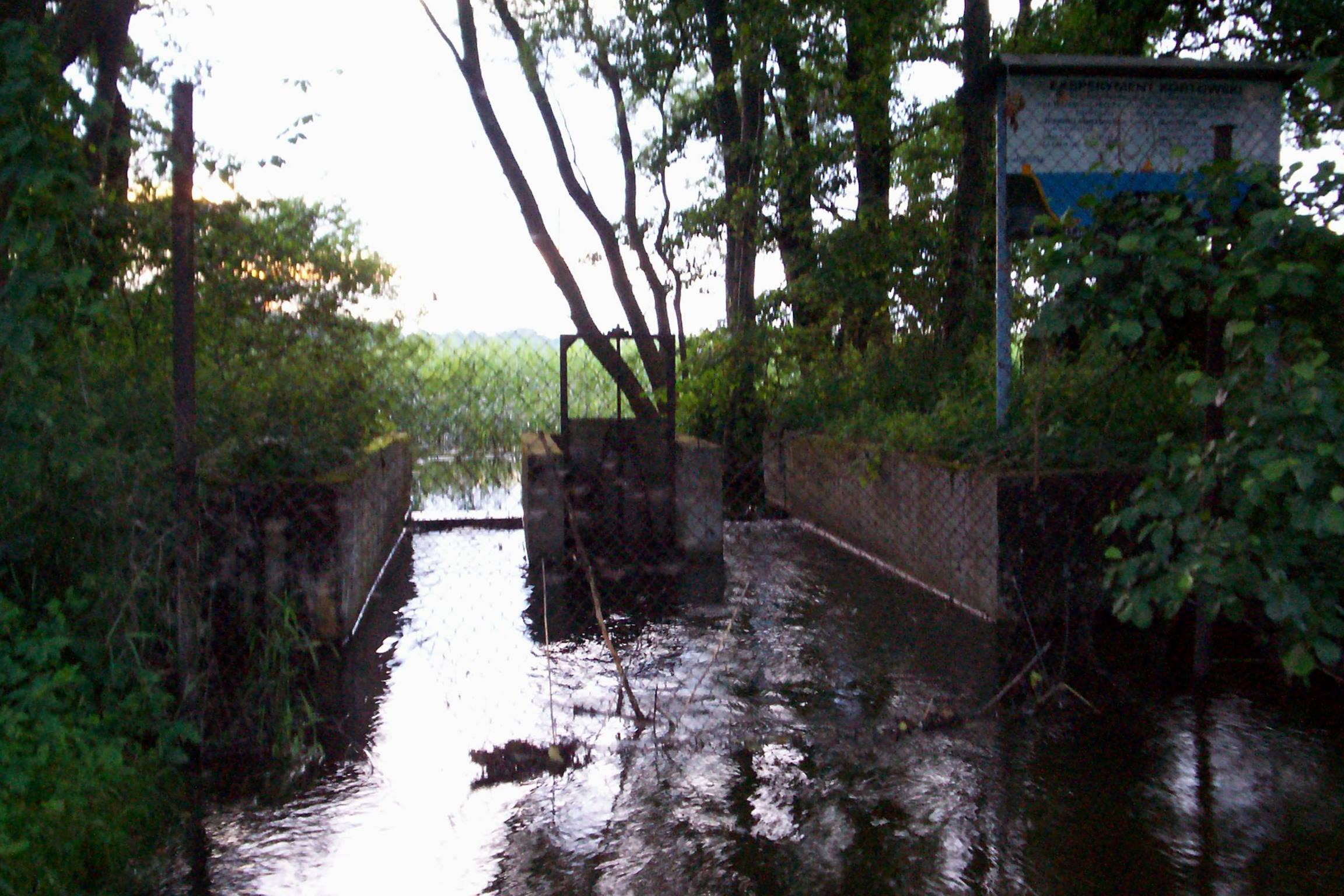
Lokalizacja rury Olszewskiego – ujście Kortówki z jeziora Kortowskiego

Zasada działania

Eksperyment kortowski (metoda Olszewskiego) – metoda rekultywacji jezior, opracowana i zastosowana po raz pierwszy w 1956 r. przez profesora Przemysława Olszewskiego (WSR w Olsztynie) w zeutrofizowanym Jeziorze Kortowskim (Olsztyn). Polegała ona na odprowadzaniu przeżyźnionych wód hypolimnionu za pomocą drewnianej rury, działającej na zasadzie lewara (syfonu). Woda z hypolimnionu odprowadzana była do rzeki Kortówki, a dalej do rzeki Łyny.
Zimą 1956 r. w jeziorze został umieszczony czworościenny rurociąg o wymiarach 40 na 50 cm w przekroju i 180 m długości, wykonany z desek obitych papą. Jeden z końców rury zanurzony był w jeziorze na głębokość 13 m, drugi znajdował się w rzece Kortówce. Pod wpływem ciśnienia hydrostatycznego woda z hypolimnionu poprzez rurociąg wypływała do Kortówki z maksymalną wydajnością 180 litrów na sekundę.
Początkowo rezultaty obniżenia trofizmu jeziora nie były duże, ze względu na fakt, iż napływające wody (wpływająca rzeka Kortówka) były tylko nieco mniej zeutrofizowane niż woda w samym jeziorze, oraz dlatego, że koniec rury nie docierał do największych głębokości.
Po kilku latach przejrzystość wody poprawiła się, a czas deficytu tlenowego przy dnie uległ skróceniu. Zmalały zakwity wód.
W 1973 r., po śmierci prof. Olszewskiego, rekultywacją jeziora zajął się ówczesny adiunkt, prof. Czesław Mientki. Pomimo częstych napraw, nieszczelności drewnianego rurociągu uniemożliwiały uzyskanie zakładanych efektów rekultywacji. Dlatego w latach 1974-75 zaprojektowano i przy współpracy z Zakładem Tworzyw Sztucznych Instytutu Okrętowego Politechniki Gdańskiej zbudowano z włókna szklanego i żywicy poliestrowej nowy rurociąg (średnica 60 cm, długość 250 m, wydajność maksymalna 250 litrów na sekundę). Jego wlot znajduje się w najgłębszym miejscu jeziora (17,2 m). Nowy rurociąg działa bezawaryjnie do chwili obecnej.
Pozytywne efekty stosowanej na Jeziorze Kortowskim metody i jednocześnie stosunkowo niewielki koszt zabiegu (woda odpływa samoczynnie bez nakładów energetycznych), zadecydowały o zastosowaniu jej na wielu innych jeziorach: Hecht, Piburger, Reither, Kleiner Montiggler, Laacher, Lützelsee, de Paladru, Bled, Gemündener Maar, Meerfelder Maar, Waramaug, Wononscopomuc, Burgäschi, Mauen. 
W Polsce podobny system zastosowano w latach 1982 i 1991 w Jeziorze Rudnickim Wielkim w Grudziądzu. Wody hypolimnionu z tego zbiornika usuwane są w łącznej ilości 90 litrów na sekundę za pomocą 3 rurociągów (15 l/s, 25 l/s, 50 l/s) z dwóch najgłębszych miejsc.
Urządzenie zastosowane w eksperymencie kortowskim i zabiegach wykorzystujących tę samą metodę określane jest jako rura Olszewskiego.
Zanieczyszczona woda jest usuwana z hipolimnionu, ale trafia do cieku odpływającego z jeziora, co jest uważane za wadę tej metody. Ograniczeniem jest też brak możliwości stosowania w zbiornikach bezodpływowych. Silny odpływ może również spowodować obniżenie termokliny, a to wzmocnić deficyt tlenowy. Mimo to hydrobiolodzy ze względu na prostotę i oszczędność kosztów zalecają stosowanie tej metody tam, gdzie jest to wykonalne.